# ویلیام بل

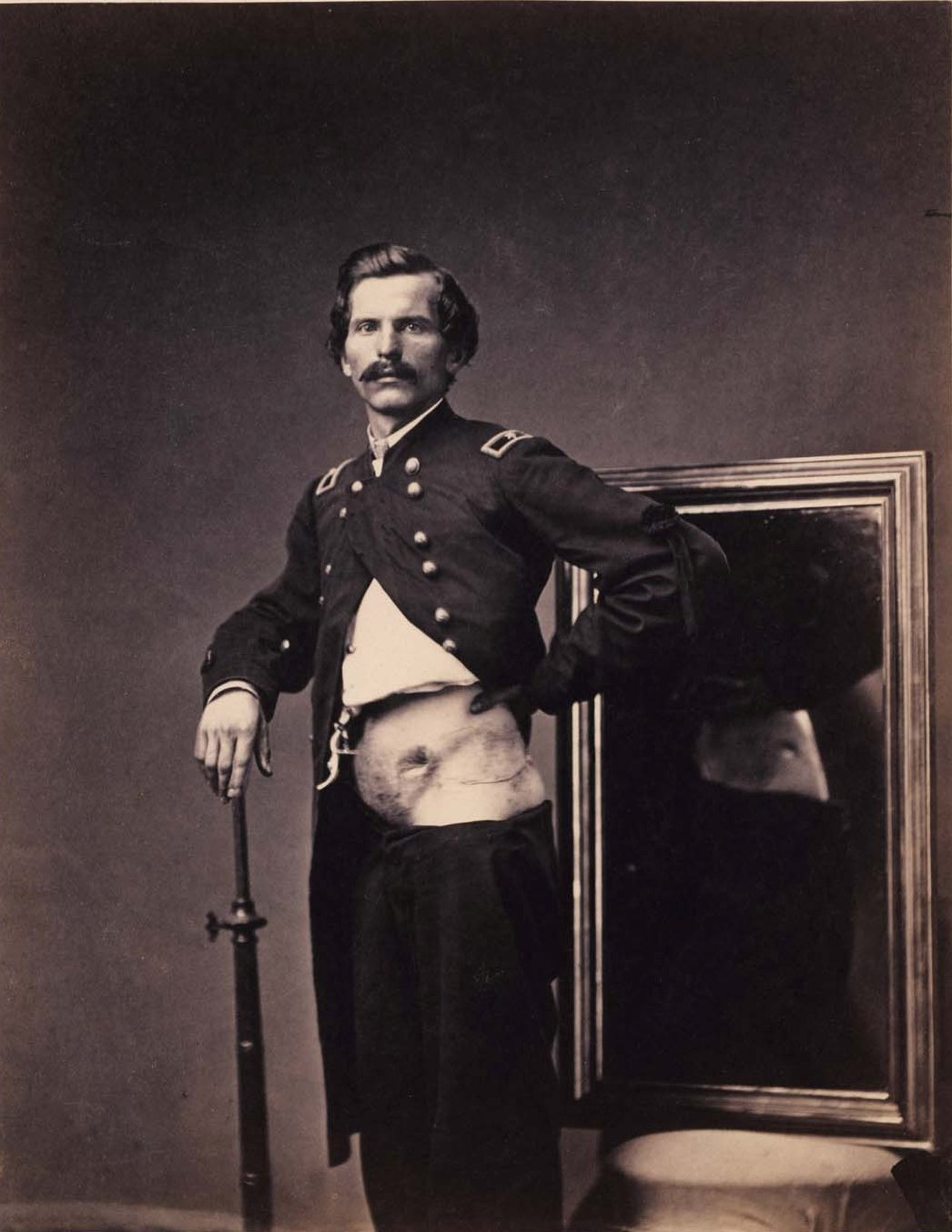
عکس بل در سال ۱۸۶۵ از مجروح شدن سرگرد ارتش اتحادیه هنری A. بارنوم در طول جنگ داخلی آمریکا

ویلیام بل (انگلیسی: William Bell؛ ۱۸۳۰ – ۲۸ ژانویهٔ ۱۹۱۰) یک عکاس آمریکایی انگلیسی الاصل در نیمه دوم قرن نوزدهم بود. بسیاری از عکس‌های او مستندی از بیماری‌های زمان جنگ و جراحات جنگی بود که در کتاب پزشکی، تاریخ پزشکی و جراحی جنگ منتشر شد. او عکس‌هایی از مناظر غرب هم گرفت که به عنوان بخشی از بررسی ویلر در سال ۱۸۷۲ قرار گرفت. در سال‌های پایانی زندگی، او مقالاتی در مورد فرآیند صفحه خشک و تکنیک‌های دیگر برای مجلات مختلف عکاسی نوشت.

## اوایل زندگی
بل در سال ۱۸۳۰ در لیورپول انگلستان به دنیا آمد. او در کودکی با پدر و مادرش به ایالات متحده مهاجرت کرد. پس از کشته شدن والدینش در یک اپیدمی وبا، او در یک خانواده کوئیکر در ناحیه ابینگتون، شهرستان مونتگومری، پنسیلوانیا، خارج از فیلادلفیا بزرگ شد.

## دوران حرفه‌ای
در سال ۱۸۴۶، در آغاز جنگ آمریکا و مکزیک، بل به لوئیزیانا سفر کرد و به پیاده نظام ششم پیوست. پس از پایان جنگ در سال ۱۸۴۸، بل به فیلادلفیا بازگشت و به استودیوی داگرئوتیپ برادر زنش، جان کینان پیوست. در سال ۱۸۵۲، او استودیوی خود را در خیابان چستنات افتتاح کرد و تا پایان عمر خود این استودیوی عکاسی را در مرکز شهر فیلادلفیا اداره کرد یا به طور مشترک مدیریت کرد. در سال ۱۸۶۲، پس از شروع جنگ داخلی، بل در هنگ اول، داوطلبان پنسیلوانیا، نام نویسی کرد و شاهد نبردهای آنتی‌تام و گتیسبورگ بود.
پس از جنگ، بل به عنوان عکاس اصلی به موزه پزشکی ارتش، که اکنون موزه ملی بهداشت و پزشکی در واشینگتن، دی.سی.است، پیوست. او بیشتر سال ۱۸۶۵ را صرف گرفتن عکس‌هایی از سربازان مبتلا به بیماری‌ها، زخم‌ها و قطع عضوهای مختلف کرد که بسیاری از آنها در کتاب تاریخ پزشکی و جراحی جنگ شورش منتشر شد. او همچنین پرتره‌هایی از شخصیت‌های برجسته‌ای که از موزه بازدید می‌کردند و همچنین از میدان‌های جنگ داخلی عکاس گرفت. در سال ۱۸۶۷، او به فیلادلفیا بازگشت و در آنجا استودیوی جیمز مک‌کلیز را خریداری کرد.
در سال ۱۸۷۲، بل به هیئت اعزامی پیمایش جورج ویلر به عنوان جایگزینی برای عکاس تیموتی اچ. اوسالیوان ملحق شد، که وظیفه آن بررسی سرزمین‌های آمریکا در غرب نصف النهار صدم بود. او توانست به عنوان عضوی از این هیئت اعزامی، بسیاری از مناظر بزرگ و استریوگرافی مناطق نسبتا ناشناخته حوضه رودخانه کلرادو در یوتا و آریزونا را به تصویر کشید. در حین سفر، او فرآیند صفحه خشک را آزمایش کرد و تخصص خود قرار داد.
پس از سفر با هیئت اعزامی، بل به استودیوی خود در فیلادلفیا بازگشت و آثار خود را در نمایشگاه صدمین سالگرد شهر در سال ۱۸۷۶ به نمایش گذاشت. پس از این نمایشگاه، او استودیوی خود در خیابان چستنات را به دامادش، ویلیام اچ راو فروخت. در سال ۱۸۸۲، بل توسط نیروی دریایی ایالات متحده به عنوان عکاس هیئت اعزامی گذر زهره استخدام شد. بل در حین سفر به پاتاگونیا، جایی که عبور سیاره مشاهده شد، یک سری عکس از باغ گیاه‌شناسی ریو دو ژانیرو در برزیل گرفت.
بل بیشتر سال‌های آخر عمر خود را صرف کار در استودیو و نوشتن مقالات فنی برای مجلاتی مانند فوتوگرافیک میوزییک و فیلادلفیا فوتوگرافر کرد، اگرچه او در سال ۱۸۹۲ برای عکاسی از نقاشی‌های نمایشگاه جهانی کلمبیا به اروپا سفر کرد.

### آثار
بل تقریباً فعالیت حرفه‌ای شش دهه خود را در تمام مراحل اصلی عکاسی اولیه، از جمله داگرئوتایپ، فرآیندهای کلودیون، چاپ آلبومین، کارت‌های استریو و فیلم اولیه انجام داد. او یکی از پیشگامان فرآیندهای لغزشی صفحه خشک و فانوس بود و با استفاده از سیم منیزیم برای نورپردازی، عکاسی در شب را آزمایش کرد. او مقالات فنی در مورد موضوعاتی مانند امولسیون‌های ژلاتین، استفاده از اسید پیروکالول برای بازیابی طلا از محلول‌های زباله و توسعه صفحات ایزوکروماتیک نوشت.
بل برای عکس‌های بررسی ویلر از دو دوربین ۱۱ اینچی (۲۸۰ میلی‌متر) × ۸ اینچی (۲۰۰ میلی‌متری) برای چاپ‌های بزرگ و یک دوربین ۸ اینچی (۲۰۰ میلی‌متری) × ۵ اینچی (۱۳۰ میلی‌متری) برای استریو کارت استفاده کرد. مکان‌های دیدنی که توسط بل عکاسی شده است عبارتند از: گرند کنیون، دره مرمر، رودخانه پاریا، کوه نبو، و سکونتگاه مورمون‌های اولیه مونا، یوتا.
آثار بل در نمایشگاه جهانی وین و نمایشگاه صنعتی لوئیزویل در سال ۱۸۷۳ و در نمایشگاه صدمین سالگرد در سال ۱۸۷۶ به نمایش گذاشته شد. عکس‌های او اکنون در مجموعه‌های موزه هنر آمریکایی اسمیتسونیان، موزه ملی بهداشت و پزشکی، بخش چاپ و عکس‌های کتابخانه کنگره، و موزه جورج ایستمن گنجانده شده‌اند.

## درگذشت
او پس از یک بیماری طولانی در ۲۸ ژانویه ۱۹۱۰ در خانه خود در خیابان بوستون در فیلادلفیا درگذشت.

## نگارخانه

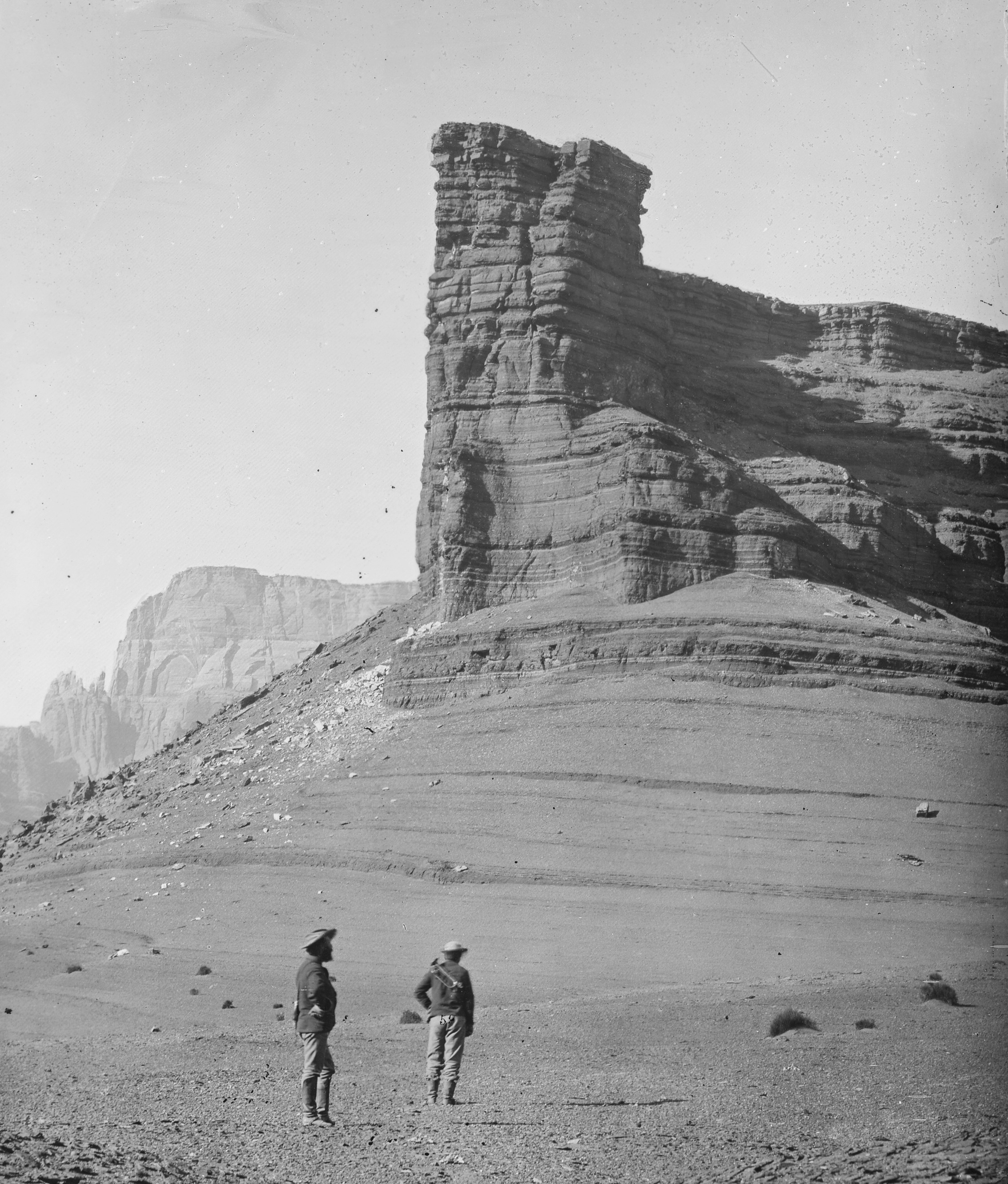
بوته شکلاتی در نزدیکی دهانه رودخانه پریا، آریزونا
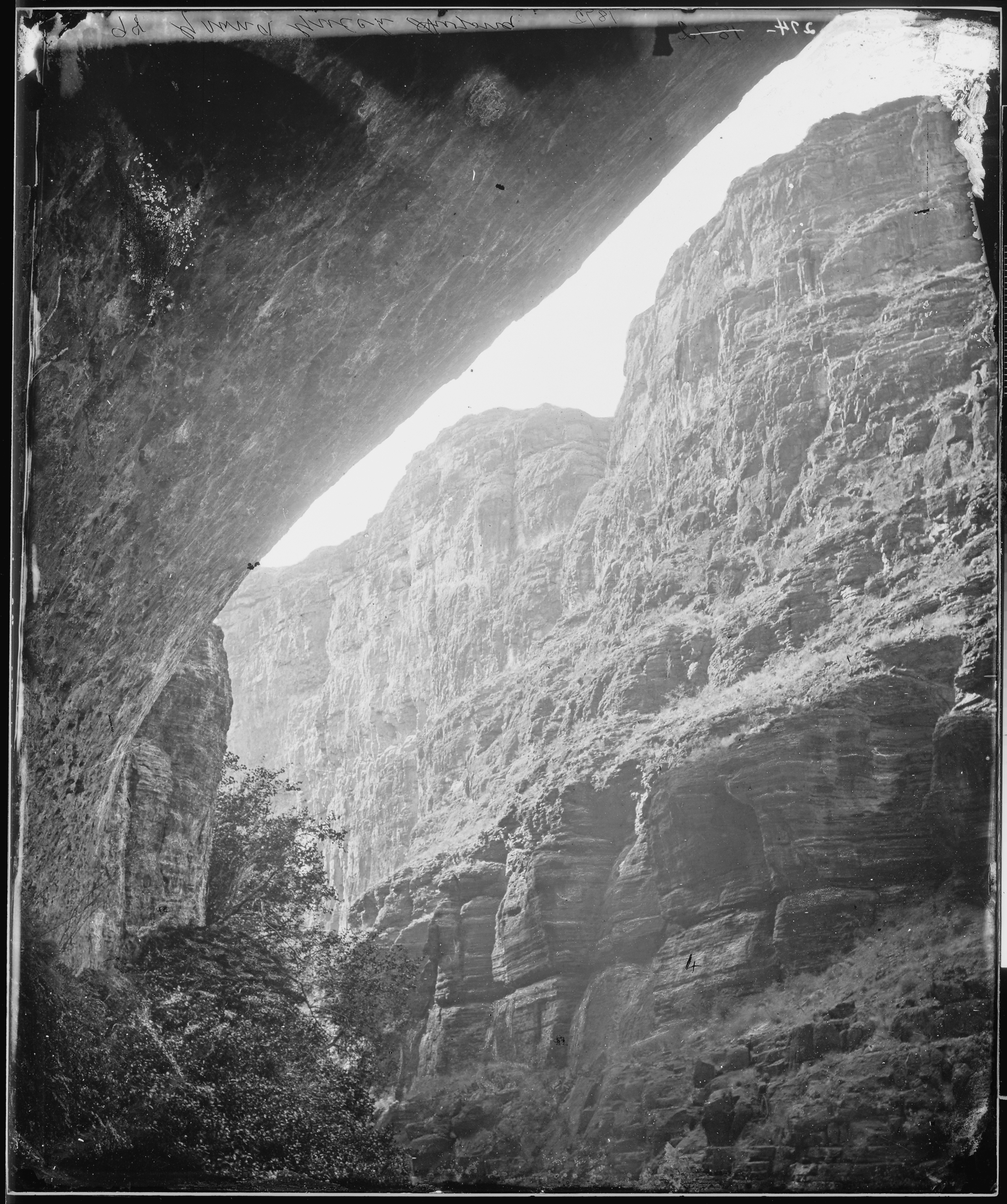
کنیون کاناب در آریزونا
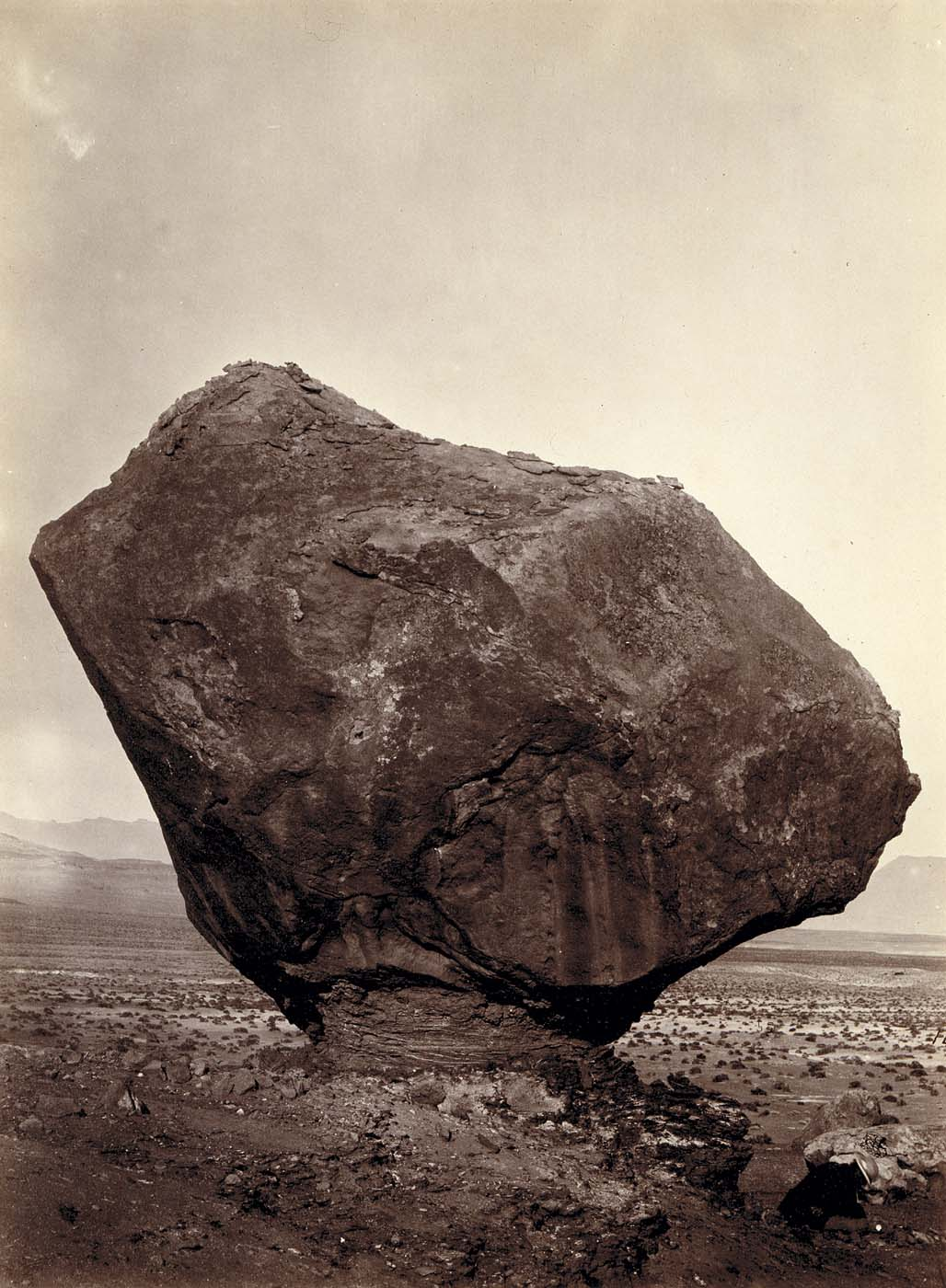
عکس بل از صخره برج در راکر کریک، آریزونا در سال ۱۸۷۲
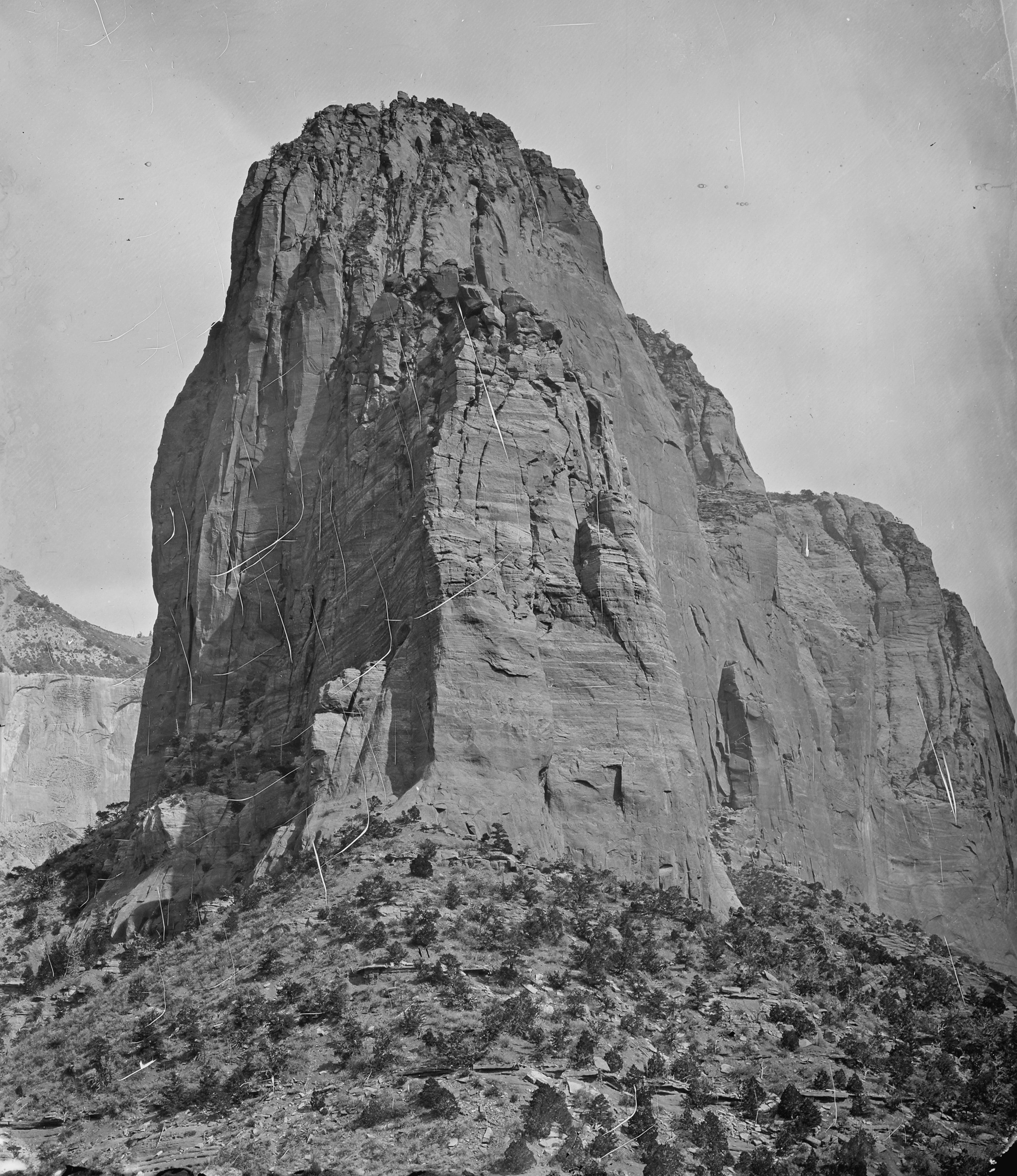
تیلورز کریک کانیون، یوتا
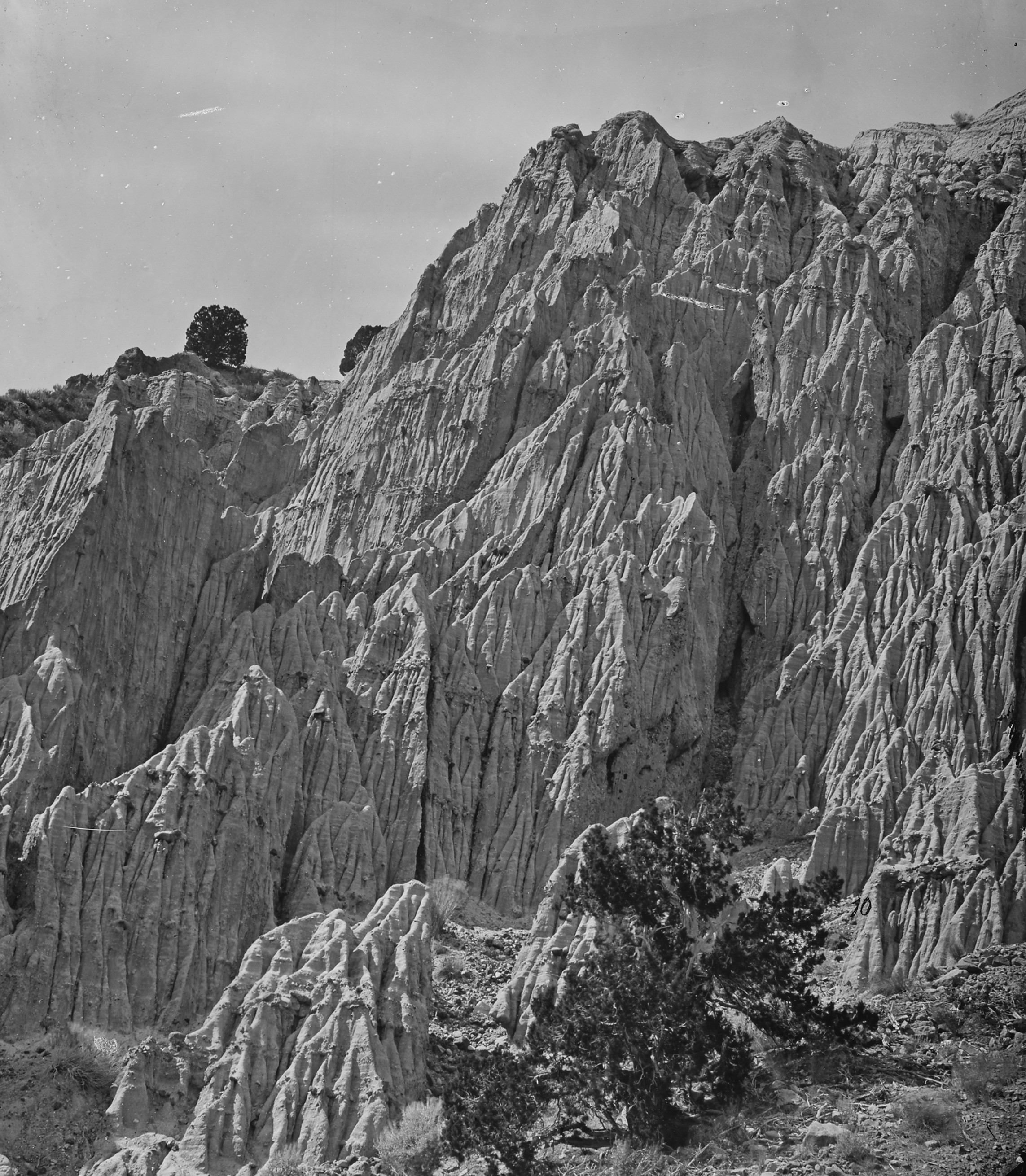
کانیون سالت کریک، یوتا